# Chouette du Mexique
Strix sartorii
Espèce
Synonymes
- Syrnium nebulosum sartorii Ridgway, 1874
(protonyme)
- Strix varia sartorii (Ridgway, 1874)

La Chouette du Mexique (Strix sartorii) est une espèce d'oiseaux de la famille des Strigidae, longtemps considérée comme une sous-espèce de la Chouette rayée (Strix varia) mais élevée au rang d'espèce en 2011.

## Aire de répartition
Cet oiseau fréquente les montagnes du centre du Mexique.